# 波萊雷 (加利福尼亞州)
波萊塔（英語：Poleta）是位於美國加利福尼亞州因約縣的一個非建制地區。該地的面積和人口皆未知。

## 地理
波萊塔的座標為37°21′41″N 118°19′34″W / 37.36139°N 118.32611°W，而該地的平均海拔高度為1237米（即4058英尺）。